# بوستان جنگلی پردیسان

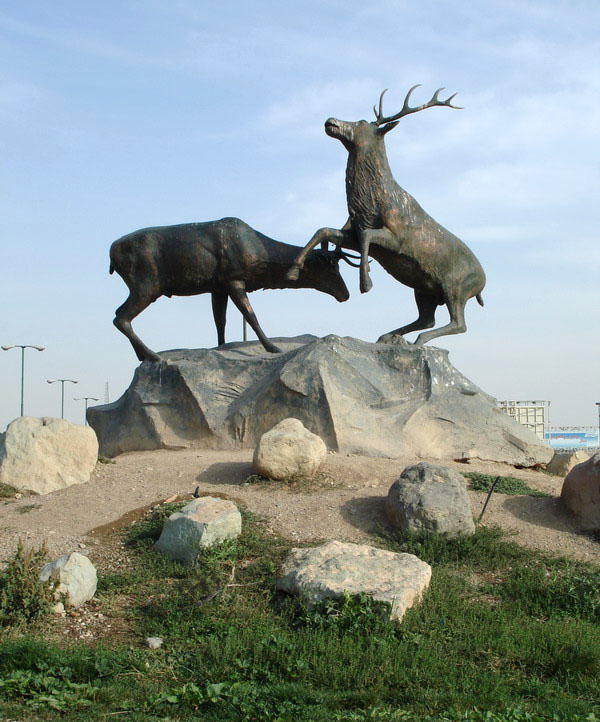
تندیس محیط زیست در ضلع جنوبی بوستان

بوستان جنگلی پردیسان مشهورترین بوستان طبیعت ایران که در شمالغرب شهر تهران در محدوده منطقه ۲ شهرداری تهران قرار دارد.

بوستان ملی پردیسان نخستین پارک ملی در ایران است که درون محدوده شهری واقع شده و در آینده نزدیک قرار است به عنوان نخستین منطقه طبیعی حفاظت شده شهری به ثبت ملی برسد.
این بوستان در شمال غربی تهران واقع شده است، از سمت شمال به بزرگراه همت و محله شهرک غرب، از شرق به کوی گیشا و بزرگراه شیخ فضل‌الله نوری، از غرب به مسیل رودخانه پونک و از سمت جنوب به بزرگراه حکیم و محله مرزداران محدود می‌شود. بزرگراه یادگار امام در راستای شمالی/جنوبی، این بوستان را به دو بخش تقسیم می‌کند که پیوند آن‌ها به وسیله دو پل برقرار شده است.
از امکانات این بوستان می‌توان به موزه تنوع زیستی، موزه آب و باغ وحش اشاره کرد. وجود موزه تنوع زیستی با انواع حیوانات و حشرات تاکسیدرمی شده، و بعضاً زنده، یکی دیگر از جذابیت‌های این بوستان جنگلی است. ساختمان سازمان حفاظت محیط زیست ایران نیز در قسمت جنوبی این بوستان قرار دارد.
به علت وجود چندین بزرگراه در اطراف بوستان پردیسان، استقبال زیادی برای استفاده از این بوستان پدید آمده است و بیشتر روزهای هفته و به ویژه روزهای تعطیل مردم برای استفاده از این بوستان رهسپار شمال غرب تهران می‌شوند.
در سال ۱۳۹۳ بوستان پردیسان از طرف سازمان حفاظت از محیط زیست، پارک بدون دخانیات نام گذاری شد.
در مهرماه سال ۱۳۹۶، طی تفاهم نامه‌ای بین سازمان حفاظت از محیط زیست و شهرداری تهران، مدیریت، نگهداری و بهره‌برداری از این بوستان منعقد شده است.
بزرگراه یادگار امام در راستای شمالی/جنوبی، این بوستان را به دو بخش تقسیم می‌کند که پیوند آن‌ها به وسیله دو پل برقرار شده است.

## پل معلق نهج‌البلاغه (آسمان)
ساخت پل معلق نهج‌البلاغه (آسمان) از سال ۱۳۸۹، و توسط بخش خصوصی و در ارتفاع ۶۵ متری شروع شد، پلی به طول ۲۸۵متر و ۲متر عرض مفید که بوستان نهج‌البلاغه را به بوستان پردیسان متصل می‌کند و به‌طور همزمان ۲۰۰ نفر بازدیدکننده می‌توانند روی عرشه آن تردد و توقف کنند، این پل معلق، در نوع خودش در کشور ایران نخستین است و در آن زمان اعلام شد، این پل به همراه پل معلق شهر مشگین‌شهر، «طولانی‌ترین پل کابلی عابر پیاده در خاورمیانه» است؛ شهروندانی که می‌خواهند از بوستان پردیسان به نهج‌البلاغه یا برعکس بروند، می‌توانند از این پل ایجادشده در حد فاصل دو پارک پردیسان و نهج البلاغه استفاده کنند. همچنین در توجیه احداث این پروژه اعلام شد که این پل از شب‌مردگی و خلوتی ضلع شرقی بوستان نهج‌البلاغه و غربی بوستان پردیسان می‌کاهد. با توجه به اینکه این پل در یکی از بزرگ‌ترین بوستان‌های شهر تهران و روی «رود درهٔ نهج‌البلاغه» واقع شده است، انتخاب این نقطه از شهر برای احداث این پل از نظر موقعیت مکانی اصولی و کارشناسانه بوده است. از روی پل معلق نهج‌البلاغه می‌توان بخشی از پل طبیعت را هم دید که چند سال قبل‌تر از پل معلق نهج‌البلاغه افتتاح شد و با عبور از روی بزرگراه مدرس، دو، بوستان آب و آتش و طالقانی را به هم متصل می‌کند.

## مرکز تکثیر و بازپروری یوز آسیایی پردیسان
مرکز تکثیر و بازپروری یوز آسیایی واقع در بوستان پردیسان تهران که با هدف نگهداری و تحقیق در سایتی به مساحت ۱٫۵ هکتار راه‌اندازی شد.

## تاریخچه
طرح اولیه این بوستان در زمان پهلوی، و متعلق به یان مک‌هارگ آمریکایی می‌باشد. ایده اولیه این بوستان توسط اسکندر فیروز (ریاست وقت سازمان حفاظت محیط زیست) شکل گرفت و برای یافتن شرکتی که بتواند آن را اجرا نماید به آمریکا سفر کرده و بعد از بررسی شرکت‌های مختلف، شرکت WMRT آمریکا به عنوان پیمانکار انتخاب می‌شود. در سال ۱۳۵۳ تعدادی ژاندارم جلوی فعالیت آن را گرفته و آقای هوشنگ رام (رئیس وقت بانک عمران) با رایزنی‌های خود موفق شده بود آن را به پروژه شهرک غرب اضافه نماید.
در این بین فیروز با فرح پهلوی تماس و از وی تقاضای کمک می‌کند. فرح پهلوی نیز به گفته خود در مقابل محمدرضا شاه پهلوی زانو زده و تقاضای عدم وصل شدن ۳۰۰ هکتار پردیسان به ۵۰۰ هکتار شهرک غرب را می‌نماید که با موافقت شاه؛ تیر آنهایی که قصد شهرک سازی در آن اراضی گران‌قیمت آن زمان را داشتند به سنگ می‌خورد.

عکس سراسرنما از ضلع جنوبی بوستان و بزرگراه آیت‌الله حکیم

## نگارخانه

دره‌ای در غرب پردیسان
درهٔ پردیسان